# Mukamoka
Mukamoka är ett periodiskt vattendrag i Burundi.   Det ligger i provinsen Ruyigi, i den centrala delen av landet, 120 km öster om huvudstaden Bujumbura.
Omgivningarna runt Mukamoka är en mosaik av jordbruksmark och naturlig växtlighet. Runt Mukamoka är det ganska tätbefolkat, med 111 invånare per kvadratkilometer.